# ラジオライフ
『ラジオライフ』とは、株式会社三才ブックスが発行する月刊誌。発売は毎月25日。アマチュア無線や業務無線などの受信や、アングラ情報などを掲載している。通称「RL」。

## 内容
元々はラジオと無線の関係の専門誌として創刊されたが、徐々にハッキングなどのアングラ情報も扱うようになった。更にその範囲はサブカル分野や生活情報まで広まっている。

## 特徴
RLは三才ブックスの旗艦的な出版物である。同社の大抵の雑誌は、まずRLの増刊（あるいは別冊）として発刊される。そして休刊した場合、一部の連載記事やライターはRLの方で引き取って継続させることがある。「B-GEEKS」については「ゲームラボ」の増刊だったので、RLの孫的存在に当たる。ここに執筆していた薬理凶室の面々は、休刊後にはRLに執筆の場を移した。

## 沿革

### 創刊
三才ブックス初代社長・創業者は、自由国民社出身の和田洋一。また自由国民社で『ランラジオ』誌などラジオ本の編集を担当し、BCLの大家と言われる山田耕嗣とも親交があった伊藤英俊が初代編集長になった。

### 1980年代
創刊後の数ヶ月は、各地域毎のラジオ番組表やパーソナリティ紹介、全国民放テレビ局のテストパターン、海外放送番組表、ラジオディレクターによるコラム、ラジカセ・無線機新製品紹介など普通のラジオ雑誌であったが、創刊号（1980年6月号）掲載の警察無線特集『誰が聞いてもいい警察無線』（警察無線の周波数を掲載）が反響を呼び評価され、後々業務無線（特に警察無線）受信に特化した。当時アマチュア無線機では改造しなくては警察無線が聞けなかったために、伊東稔明が無線機の改造を紹介した記事が人気になった。
80年代の中頃には「大韓航空機撃墜事件」や「日航機墜落事故」が起き、航路や交信内容などの分析、解説を行った。
86年春には「東京サミット」「天皇在位60年記念式典」「チャールズ皇太子来日」などの厳重な警備体制を取材した。
87年には初代編集長の伊藤が独立して類似誌の『アクションバンド電波』を創刊した。

### 1990年代
編集長・坂部光俊により、自動速度違反取締装置の設置場所、盗聴やテレホンカード他セキュリティやIT犯罪や技術関連記事などを扱うようになり、テレビや雑誌にも取り上げられる機会が増え、その守備範囲を広げていった。さらにその後は“危ない雑誌”というような図式ではなく、“色々な常識のウソを教える”という雑誌になっている。
最近では偽造クレジットカード・キャッシュカード・磁気ストライプカードのスキミングなどの社会問題も取り扱うようになった。また一時期「裏モノ」を扱うムック〈裏モノの本〉シリーズが発売されたが、これは休刊となった『ラジオパラダイス』の編集者、尾形誠規らが企画したものであった。後に尾形をはじめとする「裏モノ」関係編集者および取締役営業部長だった稲村貴は退社、稲村を代表取締役とする鉄人社を設立し『裏モノJAPAN』を発行する。
1996年8月号より、高校生時代に『ラジオの製作』に記事を書いていたこともある羽根田新が編集長として就任。三上洋のような同誌で活躍していたライターなども起用したが後に羽根田も退社、相前後して退社した編集者と、イラストレーターや一部ライターでソフトバンクパブリッシングの『お遊びインターネット完全マニュアル』『突撃インターネットPC』『ケータイBEST』の編集をしていた。また主力の技術系ライターである細田時弘は、インターネット関連の事件が起こるたびにTVでラジオライフを紹介し、同誌の広告塔的役割を担っている。
1995年前半には「阪神・淡路大震災」「地下鉄サリン事件」が起き、特にサリン事件は編集部が地下鉄の駅の直近にあったため取材に力を入れた。
90年代後半は、社員の退社が相次いだり、創業社長が死去するなど社内のゴタゴタが続いたが、一方で「東京ペディション」という大規模なイベントを開催した。

### 2000年代
通信という事情が変化し、インターネット関連の情報などが多くなる。当初からの“ちょっとお得な”情報、他人の知らないような情報が特集化されているが、中には「研究用です・本書に書かれているテクニックを実行すると法律に触れる場合があります。絶対に真似しないでください」と注意書きを記載した上で詳細な検証データを掲載し、それを真似た行為を行った読者が検挙されたケースもあった（偽札の模造技術を採り上げた2001年9月号が、警察庁の指導を受けて回収されている）。
2000年6月号では創刊20周年記念の記事が載った。
2008年6月号では「薬理凶室のアリエナイ理科ノ実験室」「モモーイアンテナ」などの新連載が始まった。

### 2010年代
2018年8月号で通巻450号に達した。
2019年には創刊40周年を記念して、創刊号からデジタル化して、DVD-ROMの販売、電子書籍サイトでの配信が行われた

### 2020年代
2020年4月号で40周年を迎え、歴代編集長座談会が行われた。
この頃からコロナ禍に対応した記事が載り始めた。
2022年10月号で通巻500号に達した。
2025年10月発売の12月号をもって月刊誌としての刊行を終了し、隔月刊誌としてリニューアルする。

## 歴代編集長
1. 伊藤英俊 - 1980年4月号
2. 福場龍夫 - 1983年9月号
3. 甕岡秀年 - 1985年2月号
4. 桑原一博 - 1986年7月号
5. 坂部光俊 - 1991年7月号
6. 清水茂樹 - 1994年7月号
7. 羽根田新 - 1996年8月号
8. 諏訪英世 - 1997年2月号
9. 関口岳彦 - 1999年4月号
10. 神浦高志 - 2002年4月号
11. 赤澤剛 - 2006年6月号
12. 遠藤悠樹 - 2008年4月号
13. 小野浩章 - 2013年4月号

## 読者との交流

### ラジオライフペディション
「ペディション」と称する読者との交流会を月に1回行なっており、全国各地へ出張をしていた。このペディションに参加すると、参加の記念に帽子（過去）やタオル（2000年代前後）が配られる。2006年は青色タオル、2007年は赤色タオル、2008年は緑色タオル、2009年はオレンジ色のタオルであった。
このペディションは終盤にジャンケン大会が行われており（毎年1 - 11月の地方ペディションのみ。毎年12月の「東京ペディション」では「10円オークション」に差し替っている）、ジャンケンに勝ち残れば受信機などの希少な景品を入手できる。また、参加者からの好意による出展もあり、マニアならではのレアグッズや参加者が自作した鉄道同人誌等などペディションならではの交流も見られる。
その年の1月から12月のペディションに全参加でかつその証明として「ラジオライフ手帳」にスタンプを漏れなく押して貰う事で「パーフェクト皆勤賞」が授与され、12月の東京ペディションで表彰を受けるが、元々「パーフェクト皆勤賞」制度は1997年から開始。
以後も皆勤者は増えて来ており、2010年時点の皆勤者の最年長はギフノヒゲノオジサンであり、2010年時点の最多皆勤者は「和歌山は大都会」で、連続ペディション最後の2009年12月時点（東京ペディ）で122回連続参加している。なお皆勤賞の受賞者は関東・中京・関西エリアが中心だったが、2003年で九州エリア（それも鹿児島）からトラベラーが皆勤賞の受賞者に加わった事により、初めての地方エリアからの皆勤賞の受賞者が出た。
2008年は7月の3連休の北海道、10月に沖縄県があるため皆勤者が激減するとみられたが、例年と同程度の5人の皆勤賞が出た。ただ、通常同じ都道府県の開催は東京を除いて概ね4年毎の開催だが、北海道のみでは晩年は2002、2004、2006、2008年の2年毎の開催となっている。
ラジオライフのペディションは1982年4月名古屋から開始したが、参加者は0人であった。後に1982年5月奈良から参加者が来た。
当初は、無線機で受信等がペディの内容で野外で開催されたが、次第に参加人数が増え、また警察官等のコスプレをする参加者も出てきたことから、混乱防止の見地から屋内の会場を借りて開催する方式に変更した。
1998年12月23日は、東京国際フォーラムを会場にして、200回記念の東京ペディションが開催された。この東京ペディションは姉妹誌『ゲームラボ』と共同で企画し、更にフリーマーケット（284回目の2005年は中止）や「10円オークション」と大規模な内容であり、以後毎年12月23日（ただし、2000年は12月24日）に東京ペディションが行われる事となった。
2007年4月の滋賀県ペディションで通算300回となった。また参加者は2002年2月24日の名古屋ペディションの200名をピークに以後の1 - 11月の地方ペディション参加者が減少傾向となった。
そうした中で、2009年10月号において、2010年度が本誌が同年6月号で創刊30周年となったので、その記念として7月に大阪市で大規模なペディションが開催される事になった。
しかし、その反面に2010年度の1～6月、8～11月で開催予定の地方ペディションの開催中止が発表され、2010年度の開催するペディションは、前述の7月大阪と12月東京の大規模なペディションのみとなる。
2009年10月号で、代替企画を検討するとの記述もあったが、以後の2011年度以降の地方ペディションの再開は白紙であり、以降行われていない。
一部参加者による迷惑行為が問題視されるようになったのが地方ペディション開催中止の引き金になったと言われている。特に九州地方での参加者による　つきまとい行為・たかり・盗品と思しき物件の持参が問題視されている。

### 読者ハガキ
巻末には料金受取人払の読者ハガキが付く。特に初期のRLでは業務用無線の周波数情報を読者から募集しており、データ収集用として重要な意味を持っていた。
かつてはハガキを送った読者には、編集部から年賀状や暑中見舞いハガキが届いた。これは三才ブックスの他の雑誌でも行われており、複数誌を購読していればその数だけハガキが届いた。

## 特集
概ね以下のようなテーマを1年に1回程度扱っている。
- 警察 - 警察無線の内容を理解するために、組織や役職・階級などの解説を載せると、潜在していた警察マニアの目に止まり、受信趣味以外の読者を獲得することができた。車両撮影、制服コスプレ、グッズカタログ、女性警察官ウォッチ、ドラマの考証など範囲は広まり「警察趣味」雑誌の面も強くなっていった。毎年2月号が警察特集となることが多かったのは、2月号付録の手帳に警察無線の周波数リストが掲載されたためである。派生としてムックの「警察の本」シリーズが存在した。
- 交通取締り - 1980年代、受信機と並ぶ「怪しい電気製品」にレーダー探知機があった。その正体は「マイクロ波の受信機」であり、無線の受信機と同様に性能試験、比較レビューを行った。その後、オービスなどの記事も載せるようになり、ドライバーという新たな読者を得た。更には交通取締り全般を扱うようになった。警察特集と一緒にしてしまう年もある。
- スマホ
- コピー、偽造
- 個人情報
- 防災、防犯、護身
- 裏グッズ
- 裏ワザ、お得情報
- 動画、テレビ
- カメラ
- 改造
- コンビニ - 2010年代半ばから特集となる。2021年からは毎年4月号に掲載されている。主要コンビニの商品（おにぎり、サンドイッチなど）の比較の他、WiFiやマルチコピー機の活用、防犯対策、くじ引き裏事情など、RL的観点の記事で構成されている。
- 暑さ・臭い対策

近年では更に「第2特集」や小特集的な「特別企画」が組まれている。また本誌本来のテーマである無線関係は「第3特集」として毎号掲載されている。

## おもな連載記事
- 『工作チャレンジ』 - 電子工作の記事。創刊した頃から続いている。中高生などが作れるように低予算で小規模な回路が多い。執筆者には、かつては東京すわんや森沢優がいたが、最近では細田時弘が多く担当している。編集部による部品の頒布も行われている。2013年頃から記事をまとめた電子工作のムックが年に1回刊行されるようになった。
- 『DJインタビュー』 - ラジオ番組のDJ（パーソナリティ、局アナ、フリーアナウンサーも含む）へのインタビュー。タイトルは何度か変更している。創刊号は三雲孝江、次号は大橋照子であった。爆笑問題（1998年9月号）や伊集院光（1998年5月号）らも登場している。
- 『全力!撮影タイムズ』 - 読者による写真投稿コーナー。近年は毎年タイトルが変わる。
- 『魅惑の公ギャルウォッチ』 - 写真投稿コーナーの内部コーナー。女性警察官、女性消防官、女性自衛官など女性公務員（すなわち「公ギャル」）の写真投稿コーナー。外国軍の女性軍人やタレントによる一日署長なども含む。2019年1月号では「公ギャル・フォトブック2007～2018」が付録となった。
- 『クラブJJ1YQF』 - 元々はラジオライフ無線クラブのアマチュア無線のコーナーだったが、最近では「女子部」としてアキバ系の若い女性にアマチュア無線を体験してもらう企画となっている。2023年7月号から『早坂香澄の無線伝心』が連載されている。
- 『新課程ア理科』 - 薬理凶室のメンバーが交代でそれぞれの専門分野についての記事を執筆。かつては『アリエナイ理科ノ実験室』と称していたが一旦終了し、2019年1月号より「新課程」として再スタートした。
- 『今井亮一の交通取り締まり研究所』 - 裁判所の判決や資料の読み込みなどを通して取り締まりの分析や対策をしようという記事。かつて連載していた『今井亮一の交通裁判ウォッチング』が発展したもの。
- 『桃井はるこのモモーイアンテナ』 - 博物館、施設、企業などの訪問ルポ。2008年6月号より開始。2016年9月号で第100回、2020年7月および8月号にて連載12年に到達し、過去の記事を振り返った。桃井は、エッセイ本『アキハバLOVE』に、1998年12月の東京ペディションに参加したことを書いていた。また、2001年の東京ペディションではジャンクハンター吉田とのトークショーを行っていた。
- 『安田理央のエロメディア全史』 - 日本における成年向け雑誌やアダルトビデオなどの歴史をジャンルごとに解説。2020年8月号から開始。
- 『野食系YouTuberホモサピのネイチャークッキング!』 - 昆虫や雑草などを調理して食べるという企画。動画と同じ内容を記事化したもの。2022年7月号から開始。
- 『オフバンド通信』 - ページ最下部に設けられた読者投稿欄。読者ハガキに書いて投稿する。オフバンドとは無線用語で「決められた帯域から外れること」の意で、転じて「特にテーマなしで何でも書いてよい」欄である。

## 過去の連載記事
- 『波』- 鈴木明のコラム。創刊号から2003年8月号まで掲載。タイトルは何度か変遷した。1999年に単行本化。
- 『放送時評』 - 放送業界についてのコラム。目次のページに新聞コラムの体裁で書かれた。その後『ラジオライフDX』に移動。
- 『魅惑の軍用無線機』 - 米軍と旧日本軍の無線機を解説。後に単行本化。2017年には電子化されて復刊。
- 『イヤ～、警察ってほんとうにいいですネェ』 - 警察研究家の一面もある水野晴郎による米国と欧州の警察への訪問記。1981年12月号から1982年4月号までの全5回。
- 『宇宙からのメッセージ』 - 1982年7月号から開始。東京天文台の野辺山グループ（森本雅樹、宮沢敬輔、石黒正人、平林久）による宇宙からの電波についての解説。かつては国家公務員も記事を執筆していた。野辺山電波天文台は国家予算を投じた「究極の受信機」とも言え、RLでは他の記事で何度も取り上げている。
- 『NORI子ちゃん』 - 横山公一の4コマ漫画。1992年6月号から2002年12月号まで掲載（2000年9月号で100回）。RL的な趣味を持つ女子高生のり子と友人アイ子らの活動を描く。のり子とアイ子はRLのマスコットキャラクターとなり、漫画が終了後も誌面のあちこちに登場した。2012年に発売された関鉄観光バスの記念乗車券の台紙には、2人が描かれた。
- 『森伸之の婦人警察官制服図鑑』 - 『東京女子高制服図鑑』（1985年）の著者・森伸之が、同書と同じ形式で描いた女性制服公務員の図鑑。1987年12月号から1995年12月号までの全97回（他に1993年11月号付録でオリジナル制服を2枚デザインしており、全部で99枚を描いた）。1994年には警察官の制服リニューアルという一大イベントがあり、バリエーションの紹介に回を費やした。警察官のみならず消防官、自衛官なども対象となった。特に音楽隊やカラーガード隊は各組織ごとに違いがあり、連載の多くを占めた。ほとんどが公務員だが、ホテルの自衛消防隊や警備会社なども描かれた。
- 『パトカー必撮指南塾』大井松田吾郎 - パトロールカーの撮影テクニック、最新のパトカー写真の紹介。読者が撮影したパトカー写真の解説。大井松田の技術は一読者当時から抜きん出ており、“師匠”のあだ名を奉られている。
- 『徹底使用レポート』大井松田吾郎 - 受信機、無線機の利用レポート。実際に編集部で購入した機器を利用しているため、辛口なコメントも読める。
- 『アキバ狂詩曲』 - 当時、東京経済大学教授だった粉川哲夫が執筆。1998年7月号から2001年5月号の全35回。毎号2ページの電子メディアに関するコラム。自由ラジオ、電子工作、電気街、ジャンク、インターネットなどについて書いた。
- 『巡回連絡簿』 - 元警察官・山田修による現役時代の回顧録。2001年1月号から2002年12月号まで全24回。ガッツ石松が関わった「池袋乱闘事件」に最初に到着したのは筆者であった。

- 『ヨコヤマが行く!』 - RLのイラストを担当する横山公一が、担当編集部員と共に鉄道・ミリタリーなど本誌に関連する施設等を取材する漫画ルポ。2003年1月号から2009年12月号まで全84回。最終回では、大日本印刷にてRLの印刷工程を見学した。
- 『大川総裁の受信交信送信発信』 - RL的分野にも詳しい大川豊によるコラム。福知山線事故、愛・地球博、阿曽山大噴火などについて書いた。2004年9月号から2005年10月号までの全14回。
- 唐沢俊一の連載
  - 『トンデモ事件簿』 - 古今東西の怪事件、珍事件について記した。2005年10月号から2009年12月号まで。2008年に単行本化。同時期連載の関連で、唐沢はおぐりゆかと共著を出したり、東京ペディションでトークショーを行ったりした。
  - 『トンデモ都市伝説探偵団』 - 2010年1月号から12月号まで全12回。扱ったのは「穴守稲荷神社の祟り」「秋葉原と平将門の祟り」など。
- アマチュア無線女子の連載 - 無線界を盛り上げるため、若い女性に、免許取得、開局、QSLカード作成などを経験してもらおうという企画（したがって初心者への入門記事にもなっている）。
  - 『おぐりゆかの無線界征服』 - 過去の2005年東京ペディションにもゲスト出演していた小栗由加（誌面では平仮名の「おぐりゆか」で表記）が、アマチュア無線の道を目指す企画だが、いきなり初回（2006年8月号）から、受信機に触らせる等ステップアップ型の企画とは全く一線を画す物で、余りにも本誌らしからぬアバンギャルドな企画であり、当然ながら後にアマチュア無線技士で、経験者の編集部員石川来夢と関口岳彦（ここでは悪ネコとされている）が協力して、軌道修正された。なお担当は、2005年5月1日というゴールデンウィークの最中に山形市でペディションの企画開催や「ラジオパラダイス」も担当し、2007年9月号で桃井はるこの秋葉原企画を担当した「ハニワ」こと元編集部員・豊田拓臣が第1回から第30回を担当。後任は宮崎崇が、第31回以降最終回（2009年12月号）まで担当。その後「おぐりゆかのこんげつの無線ビギナーズ」や「おぐりゆかの無線でつながりましょう」と改題しながら、2016年3月号まで継続した。イラスト担当は、おぐりと同じ劇団員の「ツチダマミ（土田真巳）」が担当。
  - 『松田百香のハムかつ』 - おぐりゆかの連載の後継。2016年4月号から2018年3月号までの全24回。松田は無線業界での仕事をしていた関係で既に免許を取得しており、全くの初心者ではなかった。無線が趣味の女子プロレスラー・春日萌花へのインタビューもあった（2016年10月号）。
  - 『紅桜ゆとのドキドキ無線どき!』 - 2018年4月号から2019年12月号までの全20回。
  - 『秋葉るきのアキバで無線歩き』 - 2020年6月号から2021年10月号までの全16回（2020年1月号から5月号までは女子部はなし）
  - 『琴羽しらすの今度は無線で知らせます』 - 2021年11月号から2023年6月号までの全18回。
- 北朝鮮関連
  - 『北朝鮮文化美術館』満州浪人 - 2006年頃。切手の図案などを通して国情を知ろうという連載。日朝首脳会談の切手が登場した。
  - 『北朝鮮文化紀行』満州浪人 - 2007年から2008年春頃まで。アニメ、漫画、絵本などの紹介。アニメ『リスとハリネズミ』は2回、力道山の伝記漫画は5回を使った。
  - 『北朝鮮カルチャーリサーチ』 - 2008年6月号から2009年12月号まで。特撮怪獣映画『プルガサリ』は2回を使った。
- 「ワンダーJAPAN」関連
  - 『跡地ぐるぐる 全国廃墟巡り』 - 2008年6月号から。
  - 『死ぬまでに見たい日本のテクノスケープ』 - 実験施設や巨大建造物などの写真集的な記事。2016年1月号から2019年12月号までの全47回。
- 北尾トロの連載記事
  - 『超越大陸』 - 無線などのマニアを取材。2008年7月号から2011年頃まで。2014年にイースト・プレスより単行本化。
  - 『マニアッ区紳士録』 - ユニークな趣味を持っている人物（「1人部活の部長」がコンセプト）を取材。2016年1月号から2018年12月号までの全36回。
  - 『ヘンケン発掘ラボ』 - ユニークな研究を行っている人物（主に大学の研究員）を取材。2019年1月号から2020年5月号までの全17回。
- 『激裏情報』 - 三才は、有料情報サイト「激裏情報」の内容を『WWW激裏情報』や『GEKIDAS』として書籍化した。RLの方にも単発で登場していたが、2010年代には連載化した。
- 『てらおか現象の作ったり聞いたり』 - 3Dプリンターなどを使いおもしろ工作を行う漫画形式の記事。2016年1月号から2018年12月号までの全36回。作品は各所で取り上げられた[3]。更にはスミソニアン博物館から製作依頼が来るという展開も見せた[4]。
- 『元刑事・小川泰平の令和事件簿』 - 掲載当時に話題となっていた事件について解説。2019年から2020年にかけて連載（改元前は「平成事件簿」）。
- 『そうだ物産館、行こう。』 - 主に都心にある各都道府県のアンテナショップの紹介。2022年1月号から開始し同年8月号で全都道府県を網羅したが、続けて「2周目」に入り2023年9月号で終了。

## 扱ったテーマ
- JARL運営問題 - JARL（日本アマチュア無線連盟）の運営には問題がある（詳しくはJARLの「抱える問題点」の項を参照）として、随時、批判の記事を掲載していた。特に長期間、会長の座にあった原昌三への批判が目立った。総会では、委任状を集めたRL無線クラブJJ1YQFが、執行部に対抗した。その後は、無線人口が減っていることもあり、批判よりは、無線界を盛り上げるような記事を重点的に載せるようになった。2016年6月号の松田百香の連載には原昌三が登場した（内容は読売新聞での原と松田が交信する企画の裏話なので、間接的な登場ではあった）。
- NHK受信料問題 - そもそも、創刊号の1番目の記事が受信料値上げについてのコラムであった。「NHKが映らなくなる装置」はアナログ時代から何度も紹介している。これは「NHKの帯域をカットするフィルター回路」であった。しかしこれはあくまでも「ネタ」であった（RL読者は「受信したい」ので）。一方、お得情報の観点から「NHKとの契約を解除する方法」が取り上げられるようになってきた。そして、両者を統合した「NHK特集」が何度か組まれた。2018年11月号の特集にはNHK党の立花孝志も登場した。
- オウム真理教関連 - 教団は1992年からラジオ「オウム真理教放送」をロシアから送信していた。BCLファンはこれを受信し、ベリカード（麻原彰晃が描かれている）などの情報をRLに投稿していた。1995年3月20日の地下鉄サリン事件の際は、当時の編集部が地下鉄八丁堀駅のそばということもあり、精力的に取材を行った。これは1995年6月号（4月上旬が締め切り）のRLドキュメントの枠で掲載された。この記事は2018年10月号で再掲された。
- 北朝鮮関連 - 元々BCLの分野で「朝鮮の声」が取り上げられていた。加えて、乱数放送、地下放送、妨害電波などを流すこの国家は「受信と裏モノ」が好きなRLにとっては格好の観察対象であった。TV特集では朝鮮中央テレビの受信も行っている。2002年8号では朝鮮総連本部やレインボー通商などを訪問。誌面がサブカル化すると「北朝鮮カルチャーリサーチ」など文化面にも注目するようにもなった。2007年3月号では「海上保安資料館横浜館」にて工作船を見学。搭載されていた機器の中のアイコム製受信機に注目した。2017年の金正男暗殺事件の際は、薬理凶室がVXガスについて解説した。

## 上記以外の執筆者・監修者
- 山崎晴可 - 三才ムックも含めて、1990年代後半に電話関連の記事を執筆。
- 石川英治 - 三才ムックも含めて、1990年代後半から2000年代前半に、電話やネットセキュリティの記事の執筆や監修を行った。
- 黒木昭雄 - 2000年代に警察関連の記事に協力。
- 苫米地英人 - 2000年代に洗脳関連の記事で監修。またTV関連の記事では、苫米地が関わったP2P動画受信アプリ「KeyHoleTV」が何度か紹介された。

## 付録
- ラジオライフ手帳 - 毎年2月号の恒例となっている。主要なジャンルの周波数を都道府県別に収録した「周波数帳」の簡易版、無線分野の便覧、および一般的なメモ帳などからなる。1997年版までは「アクションバンド手帳」と呼んでいた。
- 裏RL - 1980年代後半から1990年代前半にかけて付いた別冊付録。本誌よりもディープなネタ企画を扱った。1990年11月号付録裏表紙のパロディ広告「家庭用原子力発電機 チュルノブイリ-1型」は、インターネット時代になると画像が拡散された。

## 関連雑誌

### 派生誌
『ラジオマニア』
BCL・ラジオ番組の情報誌。2006年より年1回発行。2012年度は発行されなかったが、その分を「2011-12年版」として2011年末に発行している）
後述の『BCLライフ』が発行された年度を除き、国際放送についても取り上げている。
『BCLライフ』
2008年より年1回発行〈2008・09年度は「ラジオマニア特別編集・再び始めるBCL2008（09）年度版」として〉。
2007年度までの「ラジオマニア」で取り上げていた主に日本語放送など国際放送を対象としたBCL情報を分離して刊行した情報誌。こちらも2013年度は発行されなかったが、その分を「2012-13年度版」として2012年末に発行している）
2013年にはこれらを統合した形の「ラジオがもっと楽しくなる本」と題した雑誌が刊行されている他、そこからの派生として「BCLラジオ修理読本」（2011年）、「BCLラジオカタログ完全保存版」「懐かしラジオ大全」（いづれも2012年）が発行された。
2017年をもってラジオマニアに事実上統合。
『ラジオ受信バイブル』
2016年に「ラジオマニア」から派生し、主に、ラジオライフ本誌に掲載されたBCLの技術的な内容に特化した「ラジオ受信完全ガイド」として発行、2017年から現在の題名になる。最近発売されたラジオ受信機のモニターレポートや、ラジオ受信機・アンテナなどの製作記事、それらを用いた受信レポートや、Eスポなどの遠距離受信のテクニックを掲載している。
2018年にはそれからさらに派生した「決定版BCL受信バイブル」という国外短波放送の受信に特化した内容のバージョンも発売された。

### 類似の雑誌
- アクションバンド電波（マガジンランド） - RLの初代編集長・伊藤英俊が三才を離れて創刊。略称AB。
- 電波ワールド（自遊舎） - ABの編集プロダクションがマガジンランドを離れて、出版にも乗り出し創刊。

### その他
- ラジオマガジン - RLと同時期に創刊。RLは誌面内でエールを贈った。休刊後、入れ替わる様に、三才から「ラジオパラダイス」が創刊された。

## メディアへの登場
- 毎日新聞1980年8月7日夕刊において『警察無線の周波数を雑誌が全公開―警察庁は悪用を心配するが…』なる記事が掲載された。記事では名指しこそしていないが、「東京で発行された趣味の無線雑誌」の「六月に発売した創刊号」が、『だれが聞いてもよい“警察無線”』という派手な見出しで警察無線の周波数一覧表を7ページにわたり特集・掲載した、と伝えた上で、こうした形での周波数の公開が電波法109条違反に当たらないかという、悪用を懸念する警視庁防犯部の疑念を紹介する一方、同部に対しての郵政省電波管理局法規課からの回答として「（結論としては）電波法違反にはならない」という見解も明らかにしていた。RL第3号の編集後記によれば、こういった記事でRLを知り、創刊号を探し求めた末、三才ブックスに直接来社した人もいたという。
- 朝日新聞1998年9月7日の「マガジントリップ」でRLが取り上げられた。これは、ある雑誌に対して文化人などにコメントさせるという企画記事で、この回は小田嶋隆が担当した。小田嶋は創刊間もない頃のRLも知っており、1998年の誌面との差異に驚愕している。そして「裏情報を知っているRL読者は大本営発表は鵜呑みにはしない」と述べた。当時の諏訪編集長も登場した。

## その他
- 三才ブックスの社有車にRL号と名付けられた車両があった。RLのロゴが描かれ、ペディションへの出張、車載機器のテストなどに使われた。2代目は当時同社が出していた雑誌「今月の寺」と共用であった。3代目は三菱・デリカスターワゴンでこれはRL専用であった。